# Microrégion du Seridó occidental

Localisation de la microrégion du Seridó occidental

La microrégion du Seridó occidental est l'une des cinq microrégions qui subdivisent la mésorégion du centre de l'État du Rio Grande do Norte au Brésil.
Elle comporte 7 municipalités qui regroupaient 96 094 habitants en 2006 pour une superficie totale de 3 065 km².

## Municipalités[1]
- Caicó
- Ipueira
- Jardim de Piranhas
- São Fernando
- São João do Sabugi
- Serra Negra do Norte
- Timbaúba dos Batistas